# Diecezja Saint-Étienne
Diecezja Saint-Étienne – diecezja Kościoła rzymskokatolickiego w południowo-wschodniej Francji, w metropolii Lyonu. Została erygowana 26 grudnia 1970 roku, na terytorium należącym wcześniej do archidiecezji lyońskiej.